# Tylozygus geometrica
Tylozygus geometrica är en insektsart som beskrevs av Victor Antoine Signoret 1854. Tylozygus geometrica ingår i släktet Tylozygus och familjen dvärgstritar. Inga underarter finns listade i Catalogue of Life.